# قلعه گبری دهدق
قلعه گبری دهدق در شهرستان‌آباده، روستای دهدق واقع شده و این اثر در تاریخ ۱۲ بهمن ۱۳۸۱ با شمارهٔ ثبت ۷۱۷۱ به‌عنوان یکی از آثار ملی ایران به ثبت رسیده‌است.